# Drăguțești
Drăguțești là một xã thuộc hạt Gorj, România. Dân số thời điểm năm 2002 là 5201 người.